# Туʻиʻонетоа, Похива
Похива Ту'и'онетоа (тонга Pōhiva Tuʻiʻonetoa, 30 июня 1951 — 18 марта 2023) — тонганский политик, занимавший пост 17-го премьер-министра Тонга с 2019 по 2021 год. Ту'и'онетоа сменил Семиси Сику, исполнявшую обязанности премьер-министра после смерти Акилиси Похивы.

## Ранний период жизни и учеба
Родился в столичном округе Тонгатапу в Талафоу 30 июня 1951 года. Ту'и'онетоа окончил Институт дипломированных бухгалтеров Новой Зеландии в 1982 году, а затем Университет Монаша в 1993 году. Он получил диплом по финансовому менеджменту и степень магистра бизнеса. Он также был сертифицированным бухгалтером по управленческому учету.

## Политическая карьера
Ту'и'онетоа поступил на государственную службу Тонга в январе 1979 года. Он был официальным ликвидатором коммерческого отдела Министерства юстиции в Гамильтоне, Новая Зеландия. С 1983 по 2014 год он занимал должность аудитора Тонга. Был личным секретарем короля Тауфа'ахау Тупоу IV с 1987 по 1988 год, а также клерком Тайного совета в тот же период. Ту'и'онетоа безуспешно баллотировался в парламент на всеобщих выборах Тонга 2010 года.
На всеобщих выборах 2014 года был избран в Законодательное собрание Тонга, как представитель родного округа Тонгатапу. В правительстве Акилиси Похива был министром труда, торговли и промышленности, а также министром полиции, тюрем и пожарной службы. В марте 2017 года Ту'и'онетоа был назначен министром доходов и таможни, заменив Тевиту Лавемау. Он занимал эту должность до января 2018 года, когда был назначен министром финансов и национального планирования.

## Премьер-министр Тонга (2019–2021)
27 сентября 2019 года Ту'и'онетоа был избран премьер-министром пятнадцатью голосами против восьми за Семиси Сику, который исполнял обязанности премьер-министра. Официально был утвержден премьер-министром королем Тупоу VI 9 октября 2019 года. Уже 10 октября Ту'и'онетоа объявил о назначениях в своем кабинете министров.
12 января 2021 года Ту'и'онетоа пережил вотум доверия в парламенте 13 голосами против 9.
Ту'и'онетоа был переизбран в парламент на выборах 2021 года и объявил о своей кандидатуре на переизбрание на пост премьер-министра, но позже снял свою кандидатуру, чтобы поддержать Айсаке Эке. Его сменил на посту премьер-министра Сиаоси Совалени.